# Paris-Rouen
La prueba París-Rouen fue la primera competición de automóviles de la historia. La carrera sirvió para finalizar un concurso de "Coches sin caballos" que se desarrolló en Francia desde el 19 hasta el 22 de julio de 1894.
El Concurso fue organizado por Pierre Giffard, periodista de le "Le Petit Journal", un periódico parisino editado entre 1863 y 1944. Se registraron 102 inscripciones, pero solamente 21 competidores se clasificaron para participar en la prueba final entre París y Ruan, sobre una distancia de 126 km.
El certamen comenzó el miércoles 18 de julio de 1894 en Neuilly-sur-Seine, con una jornada dedicada a la exposición de los 26 vehículos aceptados. Los 3 días siguientes se reservaron para las pruebas eliminatorias, sobre 5 recorridos de 50 km saliendo de París, calificándose un total de 21 vehículos para la prueba final.
El concurso propiamente dicho finalizó el domingo 22 julio, con un Paseo a una velocidad reglamentada de 12.5 km/h. La salida desde la "Porte Maillot" en París fue dada según el orden de inscripción, con un vehículo iniciando el recorrido cada 30 segundos. El trayecto contaba con varias paradas obligatorias, entre las que figura una pausa en Mantes-la-Jolie para desayunar. Solamente cuatro de los veintiún vehículos que tomaron la salida no llegaron a Ruan.
El primer piloto que cruzó la línea de meta fue el conde Jules-Albert de Dion, pero no ganó el premio principal porque su vehículo de vapor necesitaba un fogonero, y por lo tanto, no se ajustaba totalmente al reglamento del concurso. El automóvil con motor de gasolina más rápido fue un Peugeot de 3 CV, conducido por Albert Lemaître.
El concurso premió los vehículos de acuerdo con tres criterios: "seguridad", "facilidad de uso" y "relación calidad-precio". El Primer premio de 5000 francos fue compartido entre "Panhard & Levassor" y "Peugeot".

## Resultados de la carrera París-Ruán
El más rápido fue el conde Jules-Albert de Dion (1856-1946), con un automóvil de vapor De Dion, Bouton & Trépardoux, delante de dos coches con motores de gasolina. Sin embargo, no pudo optar al premio como vencedor de la carrera porque su vehículo no se ajustaba estrictamente a las normas del concurso, al precisar un fogonero para alimentar la caldera durante el trayecto.
| Posición Final | Número | Conductor / Escudería                          | Constructor         | Propulsión | Plazas | Tiempo Total              | Posición en Mantes | Tiempo Paris-Mantes ≈ 50 km | Tiempo Mantes-Rouen ≈ 80 km |
| -------------- | ------ | ---------------------------------------------- | ------------------- | ---------- | ------ | ------------------------- | ------------------ | --------------------------- | --------------------------- |
| 1              | 4      | Jules-Albert, Conde de Dion, Bouton            | De Dion-Bouton      | Vapor      | 4      | 6 h 48 m 00 s o 5 h 40 m  | 2                  | 2 h 38 m                    | 4 h 10 m                    |
| 2              | 65     | Albert Lemaître – 'Les fils de Peugeot Frères' | Peugeot             | Gasolina   | 4      | 6 h 51 m 30 s o 5 h 45 m  | 1                  | 2 h 36 m                    | 4 h 15 m                    |
| 3              | 28     | Auguste Doriot – 'Les fils de Peugeot Frères'  | Peugeot             | Gasolina   | 4      | 7 h 04 m 30 s o 5 h 50 m  | 4                  | 2 h 44 m                    | 4 h 20 m                    |
| 4              | 13     | Hippolyte Panhard – Panhard et Levassor        | Panhard et Levassor | Gasolina   | 4      | 7 h 21 m 30 s o 6 h 3 m   | 5                  | 2 h 48 m                    | 4 h 33 m                    |
| 5 o 7          | 15     | Émile Levassor – Panhard et Levassor           | Panhard et Levassor | Gasolina   | 2      | 7 h 43 m 30 s o 6 h 30 m  | 3                  | 2h 43 m                     | 5 h 0 m                     |
| 6 o 5          | 31     | Émile Kraeutler – 'Les fils de Peugeot Frères' | Peugeot             | Gasolina   | 4      | 7 h 46 m 30 s o 6 h 7 m   | 10                 | 3 h 9 m                     | 4 h 37 m                    |
| 7 o 8          | 64     | Émile Mayade                                   | Panhard et Levassor | Gasolina   | 4      | 8 h 09 m 00 s o 6 h 49 m  | 6                  | 2 h 50 m                    | 5 h 19 m                    |
| 8 o 6          | 42     | A. Le Brun                                     | Le Brun             | Gasolina   | 4      | 8 h 12 m 00 s o 6 h 24 m  | 13                 | 3 h 18 m                    | 4 h 54 m                    |
| 9 o 10         | 30     | Gratien Michaux – 'Les fils de Peugeot Frères' | Peugeot             | Gasolina   | 3      | 8 h 25 m 00 s o 7 h 2 m   | 7                  | 2 h 53 m                    | 5 h 32 m                    |
| 10 o 13        | 14     | "Dubois" – Panhard et Levassor                 | Panhard et Levassor | Gasolina   | 4      | 8 h 38 m 00 s o 7 h 10 m  | 8                  | 2 h 58                      | 5 h 40 m                    |
| 11 o 12        | 27     | Louis Rigoulot – 'Les fils de Peugeot Frères'  | Peugeot Type 5      | Gasolina   | 2      | 8 h 41 m 00 s o 7 h 5 m   | 12                 | 3 h 16 m                    | 5 h 35 m                    |
| 12 o 11        | 24     | Alfred Vacheron                                | Vacheron/Panhard    | Gasolina   | 2      | 8 h 42 m 30 s o 7 h 3 m   | 11                 | 3 h 9 m                     | 5 h 33 m                    |
| 13 o 9         | 53     | "De Bourmont"                                  | de Bourmont         | Vapor      | 4      | 8 h 51 m 00 s o 7 h 1 m   | 15                 | 3 h 21 m                    | 5 h 31 m                    |
| 14             | 85     | Émile Roger                                    | Benz                | Gasolina   |        | 10 h 01 m 00 s o 8 h 9 m  | 16                 | 3 h 22 m                    | 6 h 39 m                    |
| 15             | 60     | Maurice Le Blant                               | Serpollet           | Vapor      | 8      | 10 h 43 m 00 s o 8 h 50 m | 17                 | 3 h 23 m                    | 7 h 20 m                    |
| 16             | 7      | Pierre Gautier                                 | Gautier–Wehrlé      | Vapor      | 4      | 12 h 24 m 30 s            | 19                 | 4 h 17 m                    | 8 h 7 m                     |
| 17             | 18     | Ernest Archdeacon                              | Serpollet           | Vapor      | 6      | 13 h 00 m 00 s            | 14                 | 3 h 20 m                    | 9 h 40 m                    |
| Averiado       | 44     | "De Prandiéres"                                | Serpollet           | Vapor      | 4      | Nanterre –Rueda rota      | -                  | retirado                    | eliminado                   |
| Averiado       | 19     | Étienne le Blant                               | Serpollet           | Vapor      | 10     | Motor                     | 20                 | 4 h 39 m                    | retirado                    |
| Averiado       | 10     | "J. Scotte"                                    | Scotte              | Vapor      | 8      | Motor                     | 9                  | 3 h 8 m                     | retirado                    |
| Averiado       | 61     | Roger de Montais                               | De Montais          | Vapor      | 2      | Motor                     | 18                 | 4 h 0 m                     | retirado                    |

(Fuentes de la tabla)

## En la cultura popular
- En la serie animada "Érase una vez... el hombre", el episodio 24 (La belle-epoque) incluye un breve resumen de la competición.[11]